# Шупинские
Шупинские (пол. Szupiński) — древний дворянский род.
Старинный русский дворянский род, записанный в VI часть родословных книг Смоленской, Курской и Ярославской губернии. Представители рода жалованы поместьями (1689).

## Описание герба
В щите, имеющем голубое поле, изображен Меч воткнутый в серебряное котельное Ухо.
Щит увенчан дворянскими шлемом и короной. Нашлемник: обутая Нога со шпорой, коленом преклонная к Короне. Намёт на щите голубой, подложенный серебром. Герб рода Шупинских внесён в Часть 4 Общего гербовника дворянских родов Всероссийской империи, стр. 132 Архивная копия от 25 октября 2012 на Wayback Machine.

## Известные представители
- Шупинский Дмитрий Петрович — дьяк (1700)[2].